# Abdul Aziz Ghazi
Abdul Aziz Ghazi (en ourdou : عبد العزیز غازی), né en 1960 ou le 10 janvier 1963 dans le district de Rajanpur (Pakistan), est un religieux pakistanais, principalement connu pour avoir été le prêcheur (khatib) de la Mosquée rouge jusqu'à son siège par l'armée de terre pakistanaise en juillet 2007. Emprisonné jusqu'en avril 2009, il est libéré sur décision de la Cour suprême du Pakistan avant d'être finalement acquitté en 2013.
Il est l'actuel chancelier de deux écoles coraniques (madaris) d'obédience deobandie : la Jamia Hafsa (en) (pour les filles) et la Jamia Faridia (en) (pour les garçons).

## Origines et éducation
Abdul Aziz Ghazi appartient au clan Sadwani de la tribu baloutche des Marzani (en). 
Il étudia quelques années dans une école publique avant d'être envoyé à Karachi pour y recevoir une éducation religieuse. Il est diplômé de la Jamia Uloom-ul-Islamia (en), où il suivit le Dars-i Nizami (en), le cursus basique de l'éducation religieuse pakistanaise. 
Natif du district de Rajanpur, il arriva pour la première fois à Islamabad à l'âge de six ans lorsque son père Muhammad Abdullah Ghazi (en) fut nommé prêcheur (khatib) de la Mosquée rouge en 1966. Plus tard, Abdul Aziz fut lui-même nommé imam de la mosquée Moujaddiya dans le secteur F-8 de la capitale. À cette époque, il rendait fréquemment visite à son père à la Mosquée rouge et l'accompagnait à la Jamia Faridia (en), l'école coranique (madrassa) qu'il présidait. 

## Assassinat de son père
Le 17 octobre 1998, Muhammad Abdullah Ghazi (en) s'est rendu comme à son habitude à la Jamia Faridia (en) en marchant pour y donner des séminaires dans la matinée avant de rentrer à la Mosquée rouge en voiture le midi. Sortant de la voiture, il est interpellé par son fils Abdul Aziz avec qui il entame une conversation. C'est alors qu'un individu qui se tenait debout devant la porte de la mosquée se dirige vers les deux hommes et commence à faire feu sur eux (jusqu'à ce que le chargeur de son arme soit vide) avant de s'évader avec un complice. Muhammad Abdullah Ghazi succombe à ses blessures par balle sur la route de l'hôpital et Abdul Aziz Ghazi échappe de peu à la mort. 

## Mosquée rouge
À la suite de l'assassinat de son père en 1998, Abdul Aziz Ghazi hérite de ses fonctions de prêcheur (khatib) de la Mosquée rouge et de chancelier de la Jamia Faridia (en) et de la Jamia Hafsa (en). 
Idéologiquement proche des taliban, Abdul Aziz Ghazi suit scrupuleusement les avis juridiques (fatawa) du mollah Omar et refuse pendant longtemps de se faire photographier. 
Afin de prévenir une éventuelle intervention des autorités pakistanaises contre ses activités, Abdul Aziz Ghazi s'est montré menaçant à l'égard du gouvernement de Pervez Musharraf, le menaçant d'attentat-suicide en cas d'action violente conduite sur le site de la Mosquée rouge.
Abdul Aziz Ghazi déclara dans un de ses sermons (khoutab) prononcés à l'occasion de la prière du vendredi : « Si le gouvernement ne parvient pas à éradiquer tous ces maux moraux de la société dans le délai spécifié d’un mois, les étudiants du séminaire prendront eux-mêmes des mesures contre toutes les personnes impliquées dans de telles activités ».

### Siège et assaut
Au printemps 2007, des étudiantes du séminaire Jamia Hafsa (en) adjacent à la Mosquée rouge se font remarquer en kidnappant des femmes soupçonnées de proxénétisme, des policiers et des ressortissants chinois,,. Cela met à cran la Chine qui fait pression sur son allié pakistanais pour qu'il prenne des mesures contre ceux qu'elle considère désormais comme des terroristes. Le 3 juillet 2007, une première confrontation éclate entre les fidèles de la Mosquée rouge et les forces de sécurité pakistanaises lorsque ces dernières commencent à disposer du fil barbelé autour du quartier de la mosquée. Au total, 10 personnes (dont quatre étudiants en sciences religieuses, un paramilitaire, un photojournaliste et des passants) décèdent et environ 150 autres sont blessés dans les affrontements du 3 juillet, qui aboutissent à une véritable situation de siège (le secteur G-6 d'Islamabad est bouclé, un couvre-feu illimité est instauré et l'état d'urgence est déclaré dans les hôpitaux de la capitale). Le lendemain, Abdul Aziz Ghazi tente de quitter la mosquée, déguisé en femme, avec une burqa, sur les conseils de l'ex-agent de l'ISI Khalid Khawaja. Démasqué, il est alors appréhender par les militaires. Beaucoup d'islamistes accuseront par la suite Khawaja d'avoir livré Abdul Aziz Ghazi en pâture en le bernant volontairement. Mais l'intéressé n'est pas de cet avis et présidera même sa prière funéraire en mai 2010. À cette occasion, il le décrira comme un « homme s'étant toujours battu pour sa religion ». L'arrestation d'Abdul Aziz Ghazi entraîne la reddition d'environ 1 400 assiégés (plus de 1 000 hommes et 400 femmes). Un certain nombre demeure cependant retranché derrière les murs du complexe jusqu'à ce que l'assaut soit lancé le 10 juillet. Après un jour de bataille sanglante (au cours duquel périront le frère cadet d'Abdul Aziz Ghazi, Abdul Rashid, et son fils unique, Hassan), la Mosquée rouge et la Jamia Hafsa sont finalement prises par le Special Service Group. Mais l'histoire n'en resta pas là, puisque cet évènement contribua au reprise de l’insurrection islamiste, qui fera des milliers de victimes supplémentaires.     

## Détention et libération
Emprisonné sous diverses accusations (dont meurtre et enlèvement) à la suite du siège de la Mosquée rouge, il est libéré sous caution sur ordre de la Cour suprême, le 16 avril 2009 soit après plus d'un an et demi passé en détention provisoire. 
Le lendemain même de sa remise en liberté, Abdul Aziz Ghazi est chaleureusement accueilli par une foule en liesse composée de plusieurs milliers d'individus (dont des centaines de femmes) rassemblés à l'occasion de la prière du vendredi. Au micro, il déclare à ses partisans : « Inch Allah, nos sacrifices n'auront pas été vains et la religion de l'islam sera appliquée non seulement au Pakistan mais dans le monde entier ». Les fidèles présents sur place répondent à ses propos aux cris de : « Djihad ! Djihad ! »,.     

## Affaires judiciaires
Entre 2001 et 2007, 27 actions en justice ont été intentées contre Abdul Aziz Ghazi, sans succès. Selon son avocat, Maulana Wajihullah, beaucoup d'accusations formulées à l'égard d'Abdul Aziz Ghazi et de sa famille auraient, en réalité, été montées de toutes pièces par le président Pervez Musharraf. Le 23 septembre 2013, les dernières charges qui pesaient contre lui sont abandonnées,.  

### Note
1. ↑  la caution s'élève à 200 000 roupies pakistanaises soit environ 1 886 euros